# Universität Teheran

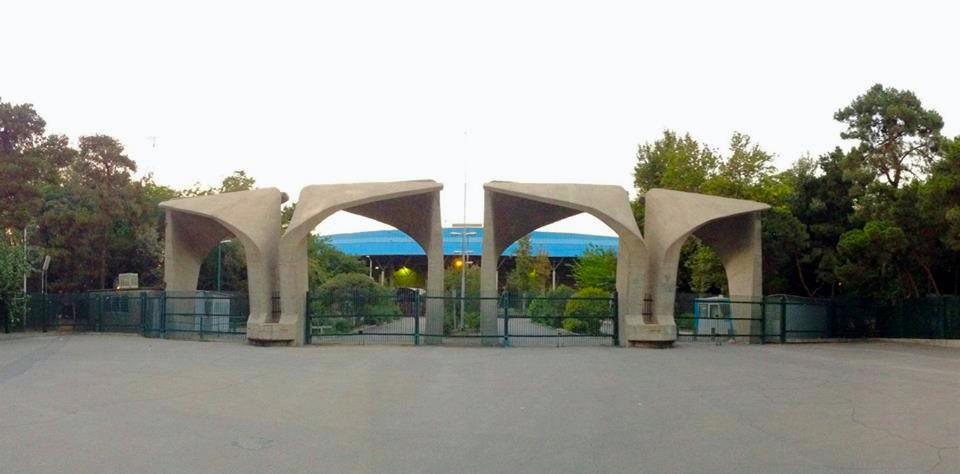
Das Südtor

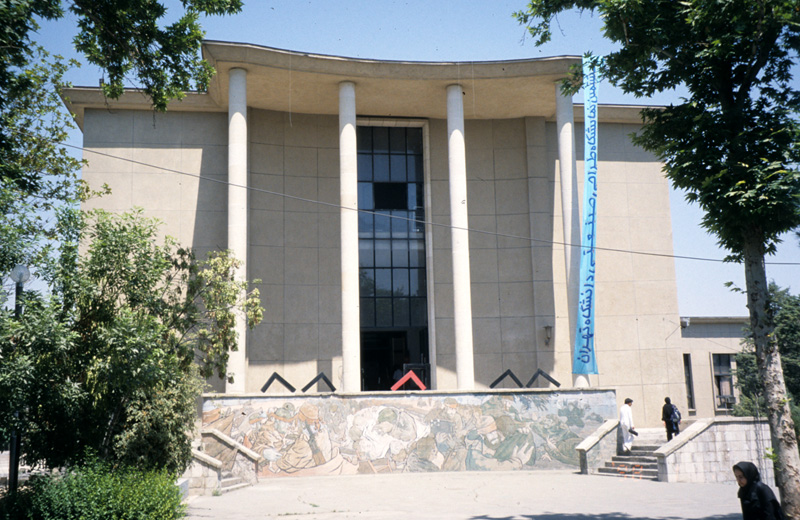
Universität Teheran, Fakultät für Bildende Kunst & Architektur

Die Universität Teheran (persisch دانشگاه تهران) ist die älteste und angesehenste Universität in Teheran. Sie ist mit über 50.000 Studenten und 2.150 wissenschaftlichen Angestellten auch die größte Universität im gesamten Iran.
Die Universität Teheran wurde 1934 auf Anordnung von Reza Schah durch einen Zusammenführung bereits bestehender Bildungseinrichtungen als erste Universität Irans gegründet. Die bekannte Medizinische Fakultät geht auf das 1851 gegründete Dar-ol Fonun zurück. Die Fakultäten für Bildende Kunst & Architektur, Agrarwissenschaften und Rechtswissenschaften bestehen aus verschiedenen, zwischen 1899 und 1918 durch europäische Wissenschaftler gegründeten Hochschulen. Die Hochschule wurde in den Folgejahren durch die Gründung weiterer Fakultäten ständig ausgebaut. 2004 wurde hier der erste Masterstudiengang für Unternehmensgründer (Entrepreneurship) in Iran eingerichtet.
Von Beginn an wurden auch weibliche Studierende zugelassen.

## Fakultäten

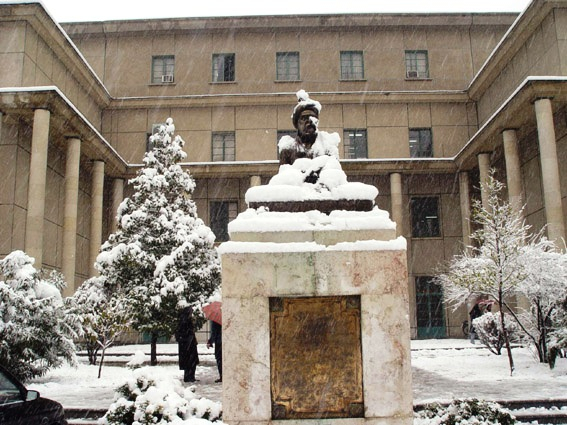
Universität Teheran, Fakultät für Literatur, Philosophie und Pädagogik

1934 bestand die Universität Teheran aus sechs Fakultäten, zu denen im Laufe der letzten siebzig Jahre zehn weitere hinzukamen.
- Theologie
- Naturwissenschaften
- Literatur, Philosophie und Pädagogik
- Medizin
- Technik- und Ingenieurwissenschaften
- Rechts-, Politik- und Wirtschaftswissenschaften

sowie
- Bildende Kunst, Musik & Architektur (1941)
- Veterinärmedizin (1943)
- Agrarwissenschaft (1945)
- Betriebswirtschaft (1954)
- Pädagogik (1954)
- Natürliche Ressourcen (1963)
- Volkswirtschaft (1970)
- Moderne Sprachen (1989)
- Umweltwissenschaft (1992)
- Sportwissenschaft

## Bekannte Absolventen

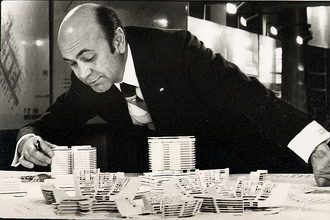
Der Architekt Heydar Ghiai, 1977

- Dschalāl Āl-e Ahmad (1923–1969), Schriftsteller
- Schirin Ebadi (* 1947), iranische Juristin und Menschenrechtsaktivistin
- Heydar Ghiai, Architekt
- Behzad Ghorbani (* 1971), Zoologe
- Abbas Kiarostami (1940–2016), Drehbuchautor, Filmregisseur und Lyriker
- Mohammad Reza Lotfi (1947–2014), Târ- und Setar-Spieler und Komponist
- Hassan Ali Mansour (1923–1965), iranischer Ministerpräsident
- Ali Asghar Maassoumi (* 1948), Botaniker
- Shahrnush Parsipur (* 1946), Schriftstellerin
- Ezatollah Sahabi (1930–2011), Politiker und Regimekritiker
- Parviz Varjavand († 10. Juni 2007), Archäologe, engagierte sich u. a. für die Aufnahme Persepolis und des Naqsh-e Jahan – Platzes (ehem. Königsplatz, heute Imamplatz), Isfahan in die Liste des UNESCO-Weltkulturerbes
- Ehsan Yarshater (1920–2018), Herausgeber der Encyclopaedia Iranica
- Lotfi Zadeh (1921–2017), Erfinder der Fuzzy-Logik und heute emeritierter Professor an der UC Berkeley.
- Nasser Zahedi (* 1961), niedergelassener Arzt, Autor und Übersetzer in Leverkusen